# Breutelia magdalenae
Breutelia magdalenae är en bladmossart som beskrevs av De Sloover 1975. Breutelia magdalenae ingår i släktet gullhårsmossor, och familjen Bartramiaceae. Inga underarter finns listade i Catalogue of Life.